# Ronald Gercaliu
Ronald Gercaliu (albanski: Ronald Gërçaliu) (Tirana, 12. veljače 1986.) je austrijski nogometaš albanskog podrijetla koji trenutačno nastupa za Kufstein. Igra na poziciji braniča. Skupio je 14 nastupa za austrijsku nogometnu reprezentaciju.

## Vanjske poveznice
- Profil na Transfermarktu
- Profil na Soccerwayu